# Любомирас Лауцявічюс
Любомирас Лауцявічюс (лит. Liubomiras Laucevičius; 15 червня 1950, Вільнюс) — радянський і литовський актор театру і кіно. Заслужений артист Литовської РСР (1986).

## Біографія
Любомирас Лауцявічюс народився 15 червня 1950 року в Вільнюсі . Актором мріяв стати з дитинства. Любить читати класичну літературу, також в тій чи іншій мірі володіє шістьма мовами: литовською, російською, польською, англійською, німецькою та французькою. З 1966 року займався в студії Паневезького драматичного театру під керівництвом Юозаса Мільтініса, в 1968 — 1975 роках актор трупи. У 1975—1980 роках навчався на Клайпеди факультеті Литовської консерваторії у Повіласа Гайдис, одночасно виконуючи ролі в Клайпеди драматичному театрі; після отримання диплома ще 10 років працював в Клайпеді. З 1990 року — актор Каунаського драматичного театру. Зіграв в цілому близько 70 театральних ролей, в тому числі головну роль у п'єсі Едмона Ростана «Сірано де Бержерак» (1983), Шейлока у п'єсі « Венеціанський купець » Шекспіра (2003), Лужина в «Злочин і кару» за однойменним романом Достоєвського (2004).
Зіграв чимало яскравих характерних ролей в кіно. Його амплуа як кіноактора становили переважно люди мужніх професій: офіцери, військові, моряки.
Як актор кіно став широко відомий після виходу на радянський екран 4-серійного фільму Ігоря Апасяна «Морський вовк» за мотивами однойменного роману Джека Лондона (Одеська кіностудія, 1990). Інфернальний Вовк Ларсен у виконанні Любоміраса Лауцявічюса постає перед глядачем не тільки фізично сильним, вольовим і жорстоким лідером, але і нескінченно самотнім, що страждають людиною, і, в той же час, — «стихійним філософом».
Блискуче зіграв начальника таємної варти Афранія в серіалі Володимира Бортка «Майстер і Маргарита».
Ще однією помітною роллю актора є роль воєводи Мазовецького, коменданта польської фортеці Дубно, у фільмі Володимира Бортка «Тарас Бульба» (2009).
Цікаві роль Акселя Джордаха у фільмі «Багач, бідняк...», знятому за романом Ірвіна Шоу, і роль комісара Кузьми Гурова в кіноепопеї «Сталінград» Юрія Озерова, де актор показав істинно російський характер.

## Особисте життя
Дружина Лілі Лауцявічене, актриса Каунаського драматичного театру. Разом вони вже тридцять років, виростили двох синів-близнюків. Томас отримав професію політолога, а Андрюс воліє займатися аудіо- та відеорежіссурой.

## Призи та нагороди
- Кавалер Орден Великого князя Литовського Гедиміна (1 липня 2000 року) — з нагоди 10-ї річниці відновлення незалежності Литви і коронації Міндовга — Державного дня Литви [2].
- Заслужений артист Литовської РСР (19 грудня 1986) — за заслуги перед литовським радянським театральним мистецтвом і активну участь в суспільному житті [3].
- Приз за кращу чоловічу роль другого плану на I КМКФ за роль у фільмі «Відринутий» (2009).
- Премія «Фортуна» за творче партнерство Л. Лауцявічюс і Р. Казласу — спектакль «Палата».
- «Золотий хрест сцени» за роль Шейлока в п'єсі «Венеціанський купець» У. Шекспіра (2004).

## Фільми
- 1979 - Блукаючі вогники
- 1982 - Багач, бідняк ... - Аксель Джордах, батько
- 1984 - Загін - господар хутора
- 1984 - За два кроки від «Раю» - Зігфрід Хеніш, офіцер СС
- 1984 - Зіткнення - Йонас Чебрюнас, головлікар
- 1985 - Іди та дивись - Косач, командир партизанського загону
- 1986 - Чужа біла і рябий - батько (озвучування: Леонід Філатов)
- 1986 - У бездоріжжі - Матвій Ілліч Пєсков
- 1987 - Вільне падіння - Алік
- 1988 - Відрядження - Прохоров
- 1988 - Радощі земні - Сергій Буркін у зрілому віці
- 1989 - Сталінград - комісар Кузьма Гуров
- 1989 - Мати - Михайло Власов, батько
- 1990 - Морський вовк - Вовк Ларсен
- 1992 - Павук - художник
- 1993 - На Муромській доріжці - Павло фон Роттенбург
- 1994-2002 - Іван Тургенєв. Метафізика кохання (фільм не був завершений) - Лев Толстой
- 1995 - Вовча кров - фельдшер
- 1995 - Провокатор - полковник Пірінов
- 1996 - Несуть мене коні ... - Вацлав (озвучує Сергій Гармаш)
- 2000 - Романови. Вінценосна сім'я - комісар Яків Юровський
- 2000 - 2005 - Каменська - генерал Заточний (озвучення: Дальвін Щербаков)
- 2001 - Гольфстрім під айсбергом - батько Поля
- 2003 - Антікіллер 2: Антитерор - чеченський генерал Адуєв
- 2004 - Звіздар - Берт
- 2005 - Збільшуючий смуток - Фленаган, офіцер Інтерполу (озвучення: Рудольф Панков)
- 2005 - Персона нон грата - Боксер
- 2005 - Матрьошки - Борзов
- 2005 - Майстер і Маргарита - Афраній, начальник таємної варти (озвучування: Олег Басилашвілі)
- 2005 - КДБ у смокінгу - Уолш, офіцер ЦРУ
- 2006 - Битви сонечок - Забєлін
- 2007 - Молодий Вовкодав - чаклун
- 2007 - Знедолений / Vogelfrei (Латвія) - Теодорс у старості
- 2009 - Тарас Бульба - воєвода Мазовецький
- 2009 - Кромів - "Клітчастий"
- 2009 - Перший загін - пілот
- 2010 - Чоловік моєї вдови - Віктор Аткін
- 2011 - Повернення в "А" - викладач зі стрілецької зброї Рімас Карлович Вайчюнас
- 2012 - Єдиний мій гріх - Петро Микитович Черняєв
- 2013 - Рідкісна група крові - Іван Іванович Морозов
- 2014 - Інша жінка - Ілля Матвійович Горбунов
- 2017 - Крила Імперії - Іван Карлович
- 2018 - Московський нуар (Швеція) - нічний сторож